# Tour du Pays basque 2025
Le Tour du Pays basque 2025 (en basque : Itzulia 2025) est la 64e édition de cette course cycliste sur route masculine. La compétition a lieu du 7 avril au 12 avril 2025, entre Vitoria-Gasteiz et Eibar en Espagne. Le parcours comprend un total de six étapes tracées sur une distance totale de 870,2 kilomètres.
La course fait partie du calendrier UCI World Tour 2025 en catégorie 2.UWT.

## Présentation

### Parcours
La première étape autour de Vitoria-Gasteiz est disputée en contre-la-montre sur une distance de 16,5 km.
Bien que montagneux, le Tour du Pays basque 2025 ne compte aucune arrivée au sommet.

### Étapes
| Étape     | Date    | Villes étapes                     | type                        | Distance (km) | Dénivelé (m) | Vainqueur d'étape     | Leader du classement général |
| --------- | ------- | --------------------------------- | --------------------------- | ------------- | ------------ | --------------------- | ---------------------------- |
| 1re étape | 7 avr.  | Vitoria-Gasteiz – Vitoria-Gasteiz | contre-la-montre individuel | 16,5          | 78 m         | Maximilian Schachmann | Maximilian Schachmann        |
| 2e étape  | 8 avr.  | Pampelune – Lodosa                | étape vallonnée             | 199,8         | 1 682 m      | Caleb Ewan            | Maximilian Schachmann        |
| 3e étape  | 9 avr.  | Zarautz – Beasain                 | étape de moyenne montagne   | 156,3         | 3 126 m      | Alex Aranburu         | Maximilian Schachmann        |
| 4e étape  | 10 avr. | Beasain – Markina-Xemein          | étape de moyenne montagne   | 169,6         | 2 862 m      | João Almeida          | João Almeida                 |
| 5e étape  | 11 avr. | Urduña-Orduña – Guernica          | étape de moyenne montagne   | 172,4         | 2 656 m      | Ben Healy             | João Almeida                 |
| 6e étape  | 12 avr. | Eibar – Eibar                     | étape de montagne           | 153,6         | 3 716 m      | João Almeida          | João Almeida                 |

### Équipes
En tant qu'épreuve World Tour, les 18 équipes World Tour participent automatiquement à la course. Par ailleurs, l'organisateur a également convié six équipes UCI ProTeams.
| WorldTeams (18)- Alpecin-Deceuninck - Arkéa-B&B Hotels - Bahrain-Victorious - Cofidis - Decathlon AG2R La Mondiale Team - EF Education-EasyPost - Groupama-FDJ - Ineos Grenadiers - Intermarché-Wanty - Lidl-Trek - Movistar Team - Red Bull-BORA-hansgrohe - Soudal Quick-Step - Team Jayco AlUla - Team Picnic-PostNL - Team Visma \| Lease a Bike - UAE Team Emirates XRG - XDS Astana Team ProTeams (6)- Burgos-Burpellet-BH - Caja Rural-Seguros RGA - Equipo Kern Pharma - Euskaltel-Euskadi - Team TotalEnergies - Tudor Pro Cycling Team |
| |

## Déroulement de la course

### 1reétape
| \| Classement de l'étape \| Classement de l'étape \| Classement de l'étape \| Classement de l'étape \| Classement de l'étape \| \| Coureur \| Coureur \| Pays \| Équipe \| Temps \| \| --------------------- \| --------------------- \| --------------------- \| -------------------------- \| --------------------- \| \| 1er \| Maximilian Schachmann \| Allemagne \| Soudal Quick-Step \| 18 min 37 s \| \| 2e \| João Almeida \| Portugal \| UAE Team Emirates XRG \| + 0 s \| \| 3e \| Florian Lipowitz \| Allemagne \| Red Bull-Bora-Hansgrohe \| + 1 s \| \| 4e \| Ethan Hayter \| Royaume-Uni \| Soudal Quick-Step \| + 6 s \| \| 5e \| Aleksandr Vlasov \| Russie \| Red Bull-Bora-Hansgrohe \| + 10 s \| \| 6e \| Ilan Van Wilder \| Belgique \| Soudal Quick-Step \| + 11 s \| \| 7e \| Victor Campenaerts \| Belgique \| Team Visma \\| Lease a Bike \| + 12 s \| \| 8e \| Mattias Skjelmose \| Danemark \| Lidl-Trek \| + 12 s \| \| 9e \| Bruno Armirail \| France \| Decathlon-AG2R La Mondiale \| + 13 s \| \| 10e \| Michael Leonard \| Canada \| Ineos Grenadiers \| + 16 s \| |                       |             |                            |             |
| |                       |             |                            |             |
| |                       |             |                            |             |
| Classement de l'étape |                       |             |                            |             |
| Coureur | Coureur               | Pays        | Équipe                     | Temps       |
| 1er | Maximilian Schachmann | Allemagne   | Soudal Quick-Step          | 18 min 37 s |
| 2e | João Almeida          | Portugal    | UAE Team Emirates XRG      | + 0 s       |
| 3e | Florian Lipowitz      | Allemagne   | Red Bull-Bora-Hansgrohe    | + 1 s       |
| 4e | Ethan Hayter          | Royaume-Uni | Soudal Quick-Step          | + 6 s       |
| 5e | Aleksandr Vlasov      | Russie      | Red Bull-Bora-Hansgrohe    | + 10 s      |
| 6e | Ilan Van Wilder       | Belgique    | Soudal Quick-Step          | + 11 s      |
| 7e | Victor Campenaerts    | Belgique    | Team Visma \| Lease a Bike | + 12 s      |
| 8e | Mattias Skjelmose     | Danemark    | Lidl-Trek                  | + 12 s      |
| 9e | Bruno Armirail        | France      | Decathlon-AG2R La Mondiale | + 13 s      |
| 10e | Michael Leonard       | Canada      | Ineos Grenadiers           | + 16 s      |

| \| Classement général \| Classement général \| Classement général \| Classement général \| Classement général \| \| Coureur \| Coureur \| Pays \| Équipe \| Temps \| \| ------------------ \| --------------------- \| ------------------ \| -------------------------- \| ------------------ \| \| 1er \| Maximilian Schachmann \| Allemagne \| Soudal Quick-Step \| 18 min 37 s \| \| 2e \| João Almeida \| Portugal \| UAE Team Emirates XRG \| + 0 s \| \| 3e \| Florian Lipowitz \| Allemagne \| Red Bull-Bora-Hansgrohe \| + 1 s \| \| 4e \| Ethan Hayter \| Royaume-Uni \| Soudal Quick-Step \| + 6 s \| \| 5e \| Aleksandr Vlasov \| Russie \| Red Bull-Bora-Hansgrohe \| + 10 s \| \| 6e \| Ilan Van Wilder \| Belgique \| Soudal Quick-Step \| + 11 s \| \| 7e \| Victor Campenaerts \| Belgique \| Team Visma \\| Lease a Bike \| + 12 s \| \| 8e \| Mattias Skjelmose \| Danemark \| Lidl-Trek \| + 12 s \| \| 9e \| Bruno Armirail \| France \| Decathlon-AG2R La Mondiale \| + 13 s \| \| 10e \| Michael Leonard \| Canada \| Ineos Grenadiers \| + 16 s \| |                       |             |                            |             |
| |                       |             |                            |             |
| |                       |             |                            |             |
| Classement général |                       |             |                            |             |
| Coureur | Coureur               | Pays        | Équipe                     | Temps       |
| 1er | Maximilian Schachmann | Allemagne   | Soudal Quick-Step          | 18 min 37 s |
| 2e | João Almeida          | Portugal    | UAE Team Emirates XRG      | + 0 s       |
| 3e | Florian Lipowitz      | Allemagne   | Red Bull-Bora-Hansgrohe    | + 1 s       |
| 4e | Ethan Hayter          | Royaume-Uni | Soudal Quick-Step          | + 6 s       |
| 5e | Aleksandr Vlasov      | Russie      | Red Bull-Bora-Hansgrohe    | + 10 s      |
| 6e | Ilan Van Wilder       | Belgique    | Soudal Quick-Step          | + 11 s      |
| 7e | Victor Campenaerts    | Belgique    | Team Visma \| Lease a Bike | + 12 s      |
| 8e | Mattias Skjelmose     | Danemark    | Lidl-Trek                  | + 12 s      |
| 9e | Bruno Armirail        | France      | Decathlon-AG2R La Mondiale | + 13 s      |
| 10e | Michael Leonard       | Canada      | Ineos Grenadiers           | + 16 s      |

### 2eétape
| \| Classement de l'étape \| Classement de l'étape \| Classement de l'étape \| Classement de l'étape \| Classement de l'étape \| \| Coureur \| Coureur \| Pays \| Équipe \| Temps \| \| --------------------- \| --------------------- \| --------------------- \| -------------------------- \| --------------------- \| \| 1er \| Caleb Ewan \| Australie \| Ineos Grenadiers \| 4 h 13 min 50 s \| \| 2e \| Luca Van Boven \| Belgique \| Intermarché-Wanty \| + 0 s \| \| 3e \| Bastien Tronchon \| France \| Decathlon-AG2R La Mondiale \| + 0 s \| \| 4e \| Thibaud Gruel \| France \| Groupama-FDJ \| + 0 s \| \| 5e \| Iúri Leitão \| Portugal \| Caja Rural-Seguros RGA \| + 0 s \| \| 6e \| Axel Zingle \| France \| Team Visma \\| Lease a Bike \| + 0 s \| \| 7e \| Fabio Van den Bossche \| Belgique \| Alpecin-Deceuninck \| + 0 s \| \| 8e \| Luc Wirtgen \| Luxembourg \| Tudor Pro Cycling Team \| + 0 s \| \| 9e \| Jon Aberasturi \| Espagne \| Euskaltel-Euskadi \| + 0 s \| \| 10e \| Anders Foldager \| Danemark \| Team Jayco AlUla \| + 0 s \| |                       |            |                            |                 |
| |                       |            |                            |                 |
| |                       |            |                            |                 |
| Classement de l'étape |                       |            |                            |                 |
| Coureur | Coureur               | Pays       | Équipe                     | Temps           |
| 1er | Caleb Ewan            | Australie  | Ineos Grenadiers           | 4 h 13 min 50 s |
| 2e | Luca Van Boven        | Belgique   | Intermarché-Wanty          | + 0 s           |
| 3e | Bastien Tronchon      | France     | Decathlon-AG2R La Mondiale | + 0 s           |
| 4e | Thibaud Gruel         | France     | Groupama-FDJ               | + 0 s           |
| 5e | Iúri Leitão           | Portugal   | Caja Rural-Seguros RGA     | + 0 s           |
| 6e | Axel Zingle           | France     | Team Visma \| Lease a Bike | + 0 s           |
| 7e | Fabio Van den Bossche | Belgique   | Alpecin-Deceuninck         | + 0 s           |
| 8e | Luc Wirtgen           | Luxembourg | Tudor Pro Cycling Team     | + 0 s           |
| 9e | Jon Aberasturi        | Espagne    | Euskaltel-Euskadi          | + 0 s           |
| 10e | Anders Foldager       | Danemark   | Team Jayco AlUla           | + 0 s           |

| \| Classement général \| Classement général \| Classement général \| Classement général \| Classement général \| \| Coureur \| Coureur \| Pays \| Équipe \| Temps \| \| ------------------ \| --------------------- \| ------------------ \| -------------------------- \| ------------------ \| \| 1er \| Maximilian Schachmann \| Allemagne \| Soudal Quick-Step \| 4 h 32 min 27 s \| \| 2e \| João Almeida \| Portugal \| UAE Team Emirates XRG \| + 0 s \| \| 3e \| Florian Lipowitz \| Allemagne \| Red Bull-Bora-Hansgrohe \| + 1 s \| \| 4e \| Ethan Hayter \| Royaume-Uni \| Soudal Quick-Step \| + 6 s \| \| 5e \| Aleksandr Vlasov \| Russie \| Red Bull-Bora-Hansgrohe \| + 10 s \| \| 6e \| Ilan Van Wilder \| Belgique \| Soudal Quick-Step \| + 11 s \| \| 7e \| Victor Campenaerts \| Belgique \| Team Visma \\| Lease a Bike \| + 12 s \| \| 8e \| Mattias Skjelmose \| Danemark \| Lidl-Trek \| + 12 s \| \| 9e \| Bruno Armirail \| France \| Decathlon-AG2R La Mondiale \| + 13 s \| \| 10e \| Michael Leonard \| Canada \| Ineos Grenadiers \| + 16 s \| |                       |             |                            |                 |
| |                       |             |                            |                 |
| |                       |             |                            |                 |
| Classement général |                       |             |                            |                 |
| Coureur | Coureur               | Pays        | Équipe                     | Temps           |
| 1er | Maximilian Schachmann | Allemagne   | Soudal Quick-Step          | 4 h 32 min 27 s |
| 2e | João Almeida          | Portugal    | UAE Team Emirates XRG      | + 0 s           |
| 3e | Florian Lipowitz      | Allemagne   | Red Bull-Bora-Hansgrohe    | + 1 s           |
| 4e | Ethan Hayter          | Royaume-Uni | Soudal Quick-Step          | + 6 s           |
| 5e | Aleksandr Vlasov      | Russie      | Red Bull-Bora-Hansgrohe    | + 10 s          |
| 6e | Ilan Van Wilder       | Belgique    | Soudal Quick-Step          | + 11 s          |
| 7e | Victor Campenaerts    | Belgique    | Team Visma \| Lease a Bike | + 12 s          |
| 8e | Mattias Skjelmose     | Danemark    | Lidl-Trek                  | + 12 s          |
| 9e | Bruno Armirail        | France      | Decathlon-AG2R La Mondiale | + 13 s          |
| 10e | Michael Leonard       | Canada      | Ineos Grenadiers           | + 16 s          |

### 3eétape
| \| Classement de l'étape \| Classement de l'étape \| Classement de l'étape \| Classement de l'étape \| Classement de l'étape \| \| Coureur \| Coureur \| Pays \| Équipe \| Temps \| \| --------------------- \| --------------------- \| --------------------- \| -------------------------- \| --------------------- \| \| 1er \| Alex Aranburu \| Espagne \| Cofidis \| 3 h 45 min 21 s \| \| 2e \| Romain Grégoire \| France \| Groupama-FDJ \| + 3 s \| \| 3e \| Maximilian Schachmann \| Allemagne \| Soudal Quick-Step \| + 3 s \| \| 4e \| João Almeida \| Portugal \| UAE Team Emirates XRG \| + 3 s \| \| 5e \| Enric Mas \| Espagne \| Movistar Team \| + 3 s \| \| 6e \| Mattias Skjelmose \| Danemark \| Lidl-Trek \| + 3 s \| \| 7e \| Wilco Kelderman \| Pays-Bas \| Team Visma \\| Lease a Bike \| + 3 s \| \| 8e \| Florian Lipowitz \| Allemagne \| Red Bull-Bora-Hansgrohe \| + 3 s \| \| 9e \| Steff Cras \| Belgique \| Team TotalEnergies \| + 3 s \| \| 10e \| Ilan Van Wilder \| Belgique \| Soudal Quick-Step \| + 3 s \| |                       |           |                            |                 |
| |                       |           |                            |                 |
| |                       |           |                            |                 |
| Classement de l'étape |                       |           |                            |                 |
| Coureur | Coureur               | Pays      | Équipe                     | Temps           |
| 1er | Alex Aranburu         | Espagne   | Cofidis                    | 3 h 45 min 21 s |
| 2e | Romain Grégoire       | France    | Groupama-FDJ               | + 3 s           |
| 3e | Maximilian Schachmann | Allemagne | Soudal Quick-Step          | + 3 s           |
| 4e | João Almeida          | Portugal  | UAE Team Emirates XRG      | + 3 s           |
| 5e | Enric Mas             | Espagne   | Movistar Team              | + 3 s           |
| 6e | Mattias Skjelmose     | Danemark  | Lidl-Trek                  | + 3 s           |
| 7e | Wilco Kelderman       | Pays-Bas  | Team Visma \| Lease a Bike | + 3 s           |
| 8e | Florian Lipowitz      | Allemagne | Red Bull-Bora-Hansgrohe    | + 3 s           |
| 9e | Steff Cras            | Belgique  | Team TotalEnergies         | + 3 s           |
| 10e | Ilan Van Wilder       | Belgique  | Soudal Quick-Step          | + 3 s           |

| \| Classement général \| Classement général \| Classement général \| Classement général \| Classement général \| \| Coureur \| Coureur \| Pays \| Équipe \| Temps \| \| ------------------ \| --------------------- \| ------------------ \| -------------------------- \| ------------------ \| \| 1er \| Maximilian Schachmann \| Allemagne \| Soudal Quick-Step \| 8 h 17 min 47 s \| \| 2e \| Florian Lipowitz \| Allemagne \| Red Bull-Bora-Hansgrohe \| + 4 s \| \| 3e \| João Almeida \| Portugal \| UAE Team Emirates XRG \| + 4 s \| \| 4e \| Ilan Van Wilder \| Belgique \| Soudal Quick-Step \| + 15 s \| \| 5e \| Mattias Skjelmose \| Danemark \| Lidl-Trek \| + 16 s \| \| 6e \| Wilco Kelderman \| Pays-Bas \| Team Visma \\| Lease a Bike \| + 37 s \| \| 7e \| Romain Grégoire \| France \| Groupama-FDJ \| + 40 s \| \| 8e \| Steff Cras \| Belgique \| Team TotalEnergies \| + 46 s \| \| 9e \| Alex Aranburu \| Espagne \| Cofidis \| + 1 min 03 s \| \| 10e \| Enric Mas \| Espagne \| Movistar Team \| + 1 min 14 s \| |                       |           |                            |                 |
| |                       |           |                            |                 |
| |                       |           |                            |                 |
| Classement général |                       |           |                            |                 |
| Coureur | Coureur               | Pays      | Équipe                     | Temps           |
| 1er | Maximilian Schachmann | Allemagne | Soudal Quick-Step          | 8 h 17 min 47 s |
| 2e | Florian Lipowitz      | Allemagne | Red Bull-Bora-Hansgrohe    | + 4 s           |
| 3e | João Almeida          | Portugal  | UAE Team Emirates XRG      | + 4 s           |
| 4e | Ilan Van Wilder       | Belgique  | Soudal Quick-Step          | + 15 s          |
| 5e | Mattias Skjelmose     | Danemark  | Lidl-Trek                  | + 16 s          |
| 6e | Wilco Kelderman       | Pays-Bas  | Team Visma \| Lease a Bike | + 37 s          |
| 7e | Romain Grégoire       | France    | Groupama-FDJ               | + 40 s          |
| 8e | Steff Cras            | Belgique  | Team TotalEnergies         | + 46 s          |
| 9e | Alex Aranburu         | Espagne   | Cofidis                    | + 1 min 03 s    |
| 10e | Enric Mas             | Espagne   | Movistar Team              | + 1 min 14 s    |

### 4eétape
| \| Classement de l'étape \| Classement de l'étape \| Classement de l'étape \| Classement de l'étape \| Classement de l'étape \| \| Coureur \| Coureur \| Pays \| Équipe \| Temps \| \| --------------------- \| ------------------------- \| --------------------- \| -------------------------- \| --------------------- \| \| 1er \| João Almeida \| Portugal \| UAE Team Emirates XRG \| 3 h 52 min 39 s \| \| 2e \| Isaac Del Toro \| Mexique \| UAE Team Emirates XRG \| + 28 s \| \| 3e \| Maximilian Schachmann \| Allemagne \| Soudal Quick-Step \| + 28 s \| \| 4e \| Clément Champoussin \| France \| XDS Astana Team \| + 28 s \| \| 5e \| Alex Aranburu \| Espagne \| Cofidis \| + 28 s \| \| 6e \| Clément Berthet \| France \| Decathlon-AG2R La Mondiale \| + 28 s \| \| 7e \| Simone Velasco \| Italie \| XDS Astana Team \| + 28 s \| \| 8e \| Oscar Onley \| Royaume-Uni \| Team Picnic-PostNL \| + 28 s \| \| 9e \| Ilan Van Wilder \| Belgique \| Soudal Quick-Step \| + 28 s \| \| 10e \| Guillaume Martin-Guyonnet \| France \| Groupama-FDJ \| + 28 s \| |                           |             |                            |                 |
| |                           |             |                            |                 |
| |                           |             |                            |                 |
| Classement de l'étape |                           |             |                            |                 |
| Coureur | Coureur                   | Pays        | Équipe                     | Temps           |
| 1er | João Almeida              | Portugal    | UAE Team Emirates XRG      | 3 h 52 min 39 s |
| 2e | Isaac Del Toro            | Mexique     | UAE Team Emirates XRG      | + 28 s          |
| 3e | Maximilian Schachmann     | Allemagne   | Soudal Quick-Step          | + 28 s          |
| 4e | Clément Champoussin       | France      | XDS Astana Team            | + 28 s          |
| 5e | Alex Aranburu             | Espagne     | Cofidis                    | + 28 s          |
| 6e | Clément Berthet           | France      | Decathlon-AG2R La Mondiale | + 28 s          |
| 7e | Simone Velasco            | Italie      | XDS Astana Team            | + 28 s          |
| 8e | Oscar Onley               | Royaume-Uni | Team Picnic-PostNL         | + 28 s          |
| 9e | Ilan Van Wilder           | Belgique    | Soudal Quick-Step          | + 28 s          |
| 10e | Guillaume Martin-Guyonnet | France      | Groupama-FDJ               | + 28 s          |

| \| Classement général \| Classement général \| Classement général \| Classement général \| Classement général \| \| Coureur \| Coureur \| Pays \| Équipe \| Temps \| \| ------------------ \| --------------------- \| ------------------ \| -------------------------- \| ------------------ \| \| 1er \| João Almeida \| Portugal \| UAE Team Emirates XRG \| 12 h 10 min 20 s \| \| 2e \| Maximilian Schachmann \| Allemagne \| Soudal Quick-Step \| + 30 s \| \| 3e \| Florian Lipowitz \| Allemagne \| Red Bull-Bora-Hansgrohe \| + 38 s \| \| 4e \| Ilan Van Wilder \| Belgique \| Soudal Quick-Step \| + 49 s \| \| 5e \| Mattias Skjelmose \| Danemark \| Lidl-Trek \| + 50 s \| \| 6e \| Wilco Kelderman \| Pays-Bas \| Team Visma \\| Lease a Bike \| + 1 min 11 s \| \| 7e \| Alex Aranburu \| Espagne \| Cofidis \| + 1 min 37 s \| \| 8e \| Enric Mas \| Espagne \| Movistar Team \| + 1 min 48 s \| \| 9e \| Steff Cras \| Belgique \| Team TotalEnergies \| + 2 min 15 s \| \| 10e \| Simone Velasco \| Italie \| XDS Astana Team \| + 2 min 18 s \| |                       |           |                            |                  |
| |                       |           |                            |                  |
| |                       |           |                            |                  |
| Classement général |                       |           |                            |                  |
| Coureur | Coureur               | Pays      | Équipe                     | Temps            |
| 1er | João Almeida          | Portugal  | UAE Team Emirates XRG      | 12 h 10 min 20 s |
| 2e | Maximilian Schachmann | Allemagne | Soudal Quick-Step          | + 30 s           |
| 3e | Florian Lipowitz      | Allemagne | Red Bull-Bora-Hansgrohe    | + 38 s           |
| 4e | Ilan Van Wilder       | Belgique  | Soudal Quick-Step          | + 49 s           |
| 5e | Mattias Skjelmose     | Danemark  | Lidl-Trek                  | + 50 s           |
| 6e | Wilco Kelderman       | Pays-Bas  | Team Visma \| Lease a Bike | + 1 min 11 s     |
| 7e | Alex Aranburu         | Espagne   | Cofidis                    | + 1 min 37 s     |
| 8e | Enric Mas             | Espagne   | Movistar Team              | + 1 min 48 s     |
| 9e | Steff Cras            | Belgique  | Team TotalEnergies         | + 2 min 15 s     |
| 10e | Simone Velasco        | Italie    | XDS Astana Team            | + 2 min 18 s     |

### 5eétape
| \| Classement de l'étape \| Classement de l'étape \| Classement de l'étape \| Classement de l'étape \| Classement de l'étape \| \| Coureur \| Coureur \| Pays \| Équipe \| Temps \| \| --------------------- \| --------------------- \| --------------------- \| ----------------------- \| --------------------- \| \| 1er \| Ben Healy \| Irlande \| EF Education-EasyPost \| 3 h 55 min 57 s \| \| 2e \| Axel Laurance \| France \| Ineos Grenadiers \| + 1 min 47 s \| \| 3e \| Simone Velasco \| Italie \| XDS Astana Team \| + 1 min 48 s \| \| 4e \| Alex Aranburu \| Espagne \| Cofidis \| + 1 min 48 s \| \| 5e \| Romain Grégoire \| France \| Groupama-FDJ \| + 1 min 48 s \| \| 6e \| Maxim Van Gils \| Belgique \| Red Bull-Bora-Hansgrohe \| + 1 min 48 s \| \| 7e \| Pau Miquel \| Espagne \| Equipo Kern Pharma \| + 1 min 48 s \| \| 8e \| Jordan Jegat \| France \| Team TotalEnergies \| + 1 min 48 s \| \| 9e \| Clément Champoussin \| France \| XDS Astana Team \| + 1 min 48 s \| \| 10e \| Thomas Silva \| Uruguay \| Caja Rural-Seguros RGA \| + 1 min 48 s \| |                     |          |                         |                 |
| |                     |          |                         |                 |
| |                     |          |                         |                 |
| Classement de l'étape |                     |          |                         |                 |
| Coureur | Coureur             | Pays     | Équipe                  | Temps           |
| 1er | Ben Healy           | Irlande  | EF Education-EasyPost   | 3 h 55 min 57 s |
| 2e | Axel Laurance       | France   | Ineos Grenadiers        | + 1 min 47 s    |
| 3e | Simone Velasco      | Italie   | XDS Astana Team         | + 1 min 48 s    |
| 4e | Alex Aranburu       | Espagne  | Cofidis                 | + 1 min 48 s    |
| 5e | Romain Grégoire     | France   | Groupama-FDJ            | + 1 min 48 s    |
| 6e | Maxim Van Gils      | Belgique | Red Bull-Bora-Hansgrohe | + 1 min 48 s    |
| 7e | Pau Miquel          | Espagne  | Equipo Kern Pharma      | + 1 min 48 s    |
| 8e | Jordan Jegat        | France   | Team TotalEnergies      | + 1 min 48 s    |
| 9e | Clément Champoussin | France   | XDS Astana Team         | + 1 min 48 s    |
| 10e | Thomas Silva        | Uruguay  | Caja Rural-Seguros RGA  | + 1 min 48 s    |

| \| Classement général \| Classement général \| Classement général \| Classement général \| Classement général \| \| Coureur \| Coureur \| Pays \| Équipe \| Temps \| \| ------------------ \| --------------------- \| ------------------ \| -------------------------- \| ------------------ \| \| 1er \| João Almeida \| Portugal \| UAE Team Emirates XRG \| 16 h 08 min 05 s \| \| 2e \| Maximilian Schachmann \| Allemagne \| Soudal Quick-Step \| + 30 s \| \| 3e \| Florian Lipowitz \| Allemagne \| Red Bull-Bora-Hansgrohe \| + 38 s \| \| 4e \| Ilan Van Wilder \| Belgique \| Soudal Quick-Step \| + 49 s \| \| 5e \| Mattias Skjelmose \| Danemark \| Lidl-Trek \| + 50 s \| \| 6e \| Wilco Kelderman \| Pays-Bas \| Team Visma \\| Lease a Bike \| + 1 min 11 s \| \| 7e \| Alex Aranburu \| Espagne \| Cofidis \| + 1 min 37 s \| \| 8e \| Enric Mas \| Espagne \| Movistar Team \| + 1 min 48 s \| \| 9e \| Simone Velasco \| Italie \| XDS Astana Team \| + 2 min 14 s \| \| 10e \| Steff Cras \| Belgique \| Team TotalEnergies \| + 2 min 15 s \| |                       |           |                            |                  |
| |                       |           |                            |                  |
| |                       |           |                            |                  |
| Classement général |                       |           |                            |                  |
| Coureur | Coureur               | Pays      | Équipe                     | Temps            |
| 1er | João Almeida          | Portugal  | UAE Team Emirates XRG      | 16 h 08 min 05 s |
| 2e | Maximilian Schachmann | Allemagne | Soudal Quick-Step          | + 30 s           |
| 3e | Florian Lipowitz      | Allemagne | Red Bull-Bora-Hansgrohe    | + 38 s           |
| 4e | Ilan Van Wilder       | Belgique  | Soudal Quick-Step          | + 49 s           |
| 5e | Mattias Skjelmose     | Danemark  | Lidl-Trek                  | + 50 s           |
| 6e | Wilco Kelderman       | Pays-Bas  | Team Visma \| Lease a Bike | + 1 min 11 s     |
| 7e | Alex Aranburu         | Espagne   | Cofidis                    | + 1 min 37 s     |
| 8e | Enric Mas             | Espagne   | Movistar Team              | + 1 min 48 s     |
| 9e | Simone Velasco        | Italie    | XDS Astana Team            | + 2 min 14 s     |
| 10e | Steff Cras            | Belgique  | Team TotalEnergies         | + 2 min 15 s     |

### 6eétape
| \| Classement de l'étape \| Classement de l'étape \| Classement de l'étape \| Classement de l'étape \| Classement de l'étape \| \| Coureur \| Coureur \| Pays \| Équipe \| Temps \| \| --------------------- \| --------------------- \| --------------------- \| --------------------- \| --------------------- \| \| 1er \| João Almeida \| Portugal \| UAE Team Emirates XRG \| 3 h 56 min 54 s \| \| 2e \| Enric Mas \| Espagne \| Movistar Team \| + 0 s \| \| 3e \| Ben Healy \| Irlande \| EF Education-EasyPost \| + 13 s \| \| 4e \| Isaac Del Toro \| Mexique \| UAE Team Emirates XRG \| + 28 s \| \| 5e \| Alex Aranburu \| Espagne \| Cofidis \| + 58 s \| \| 6e \| Jordan Jegat \| France \| Team TotalEnergies \| + 58 s \| \| 7e \| Simone Velasco \| Italie \| XDS Astana Team \| + 1 min 19 s \| \| 8e \| Oscar Onley \| Royaume-Uni \| Team Picnic-PostNL \| + 1 min 19 s \| \| 9e \| Felix Großschartner \| Autriche \| UAE Team Emirates XRG \| + 1 min 19 s \| \| 10e \| Clément Champoussin \| France \| XDS Astana Team \| + 1 min 19 s \| |                     |             |                       |                 |
| |                     |             |                       |                 |
| |                     |             |                       |                 |
| Classement de l'étape |                     |             |                       |                 |
| Coureur | Coureur             | Pays        | Équipe                | Temps           |
| 1er | João Almeida        | Portugal    | UAE Team Emirates XRG | 3 h 56 min 54 s |
| 2e | Enric Mas           | Espagne     | Movistar Team         | + 0 s           |
| 3e | Ben Healy           | Irlande     | EF Education-EasyPost | + 13 s          |
| 4e | Isaac Del Toro      | Mexique     | UAE Team Emirates XRG | + 28 s          |
| 5e | Alex Aranburu       | Espagne     | Cofidis               | + 58 s          |
| 6e | Jordan Jegat        | France      | Team TotalEnergies    | + 58 s          |
| 7e | Simone Velasco      | Italie      | XDS Astana Team       | + 1 min 19 s    |
| 8e | Oscar Onley         | Royaume-Uni | Team Picnic-PostNL    | + 1 min 19 s    |
| 9e | Felix Großschartner | Autriche    | UAE Team Emirates XRG | + 1 min 19 s    |
| 10e | Clément Champoussin | France      | XDS Astana Team       | + 1 min 19 s    |

## Classements finals

### Classement général
| \| Classement général \| Classement général \| Classement général \| Classement général \| Classement général \| \| Coureur \| Coureur \| Pays \| Équipe \| Temps \| \| ------------------ \| ------------------------- \| ------------------ \| -------------------------- \| ------------------ \| \| 1er \| João Almeida \| Portugal \| UAE Team Emirates XRG \| 20 h 04 min 49 s \| \| 2e \| Enric Mas \| Espagne \| Movistar Team \| + 1 min 52 s \| \| 3e \| Maximilian Schachmann \| Allemagne \| Soudal Quick-Step \| + 1 min 59 s \| \| 4e \| Florian Lipowitz \| Allemagne \| Red Bull-Bora-Hansgrohe \| + 2 min 07 s \| \| 5e \| Mattias Skjelmose \| Danemark \| Lidl-Trek \| + 2 min 17 s \| \| 6e \| Ilan Van Wilder \| Belgique \| Soudal Quick-Step \| + 2 min 18 s \| \| 7e \| Alex Aranburu \| Espagne \| Cofidis \| + 2 min 45 s \| \| 8e \| Simone Velasco \| Italie \| XDS Astana Team \| + 3 min 43 s \| \| 9e \| Oscar Onley \| Royaume-Uni \| Team Picnic-PostNL \| + 3 min 50 s \| \| 10e \| Clément Champoussin \| France \| XDS Astana Team \| + 3 min 55 s \| \| 11e \| Clément Berthet \| France \| Decathlon-AG2R La Mondiale \| + 4 min 04 s \| \| 12e \| Guillaume Martin-Guyonnet \| France \| Groupama-FDJ \| + 4 min 07 s \| \| 13e \| Santiago Buitrago \| Colombie \| Bahrain Victorious \| + 4 min 16 s \| \| 14e \| Jordan Jegat \| France \| Team TotalEnergies \| + 4 min 23 s \| \| 15e \| Isaac Del Toro \| Mexique \| UAE Team Emirates XRG \| + 4 min 55 s \| \| 16e \| Luca Vergallito \| Italie \| Alpecin-Deceuninck \| + 5 min 03 s \| \| 17e \| Wilco Kelderman \| Pays-Bas \| Team Visma \\| Lease a Bike \| + 5 min 51 s \| \| 18e \| Steff Cras \| Belgique \| Team TotalEnergies \| + 6 min 55 s \| \| 19e \| Iván Cobo \| Espagne \| Equipo Kern Pharma \| + 8 min 21 s \| \| 20e \| Axel Laurance \| France \| Ineos Grenadiers \| + 8 min 21 s \| \| 21e \| Harold Tejada \| Colombie \| XDS Astana Team \| + 8 min 34 s \| \| 22e \| Brieuc Rolland \| France \| Groupama-FDJ \| + 8 min 43 s \| \| 23e \| Unai Iribar \| Espagne \| Equipo Kern Pharma \| + 9 min 16 s \| \| 24e \| Romain Grégoire \| France \| Groupama-FDJ \| + 9 min 32 s \| \| 25e \| Léo Bisiaux \| France \| Decathlon-AG2R La Mondiale \| + 9 min 33 s \| |                           |             |                            |                  |
| |                           |             |                            |                  |
| |                           |             |                            |                  |
| Classement général |                           |             |                            |                  |
| Coureur | Coureur                   | Pays        | Équipe                     | Temps            |
| 1er | João Almeida              | Portugal    | UAE Team Emirates XRG      | 20 h 04 min 49 s |
| 2e | Enric Mas                 | Espagne     | Movistar Team              | + 1 min 52 s     |
| 3e | Maximilian Schachmann     | Allemagne   | Soudal Quick-Step          | + 1 min 59 s     |
| 4e | Florian Lipowitz          | Allemagne   | Red Bull-Bora-Hansgrohe    | + 2 min 07 s     |
| 5e | Mattias Skjelmose         | Danemark    | Lidl-Trek                  | + 2 min 17 s     |
| 6e | Ilan Van Wilder           | Belgique    | Soudal Quick-Step          | + 2 min 18 s     |
| 7e | Alex Aranburu             | Espagne     | Cofidis                    | + 2 min 45 s     |
| 8e | Simone Velasco            | Italie      | XDS Astana Team            | + 3 min 43 s     |
| 9e | Oscar Onley               | Royaume-Uni | Team Picnic-PostNL         | + 3 min 50 s     |
| 10e | Clément Champoussin       | France      | XDS Astana Team            | + 3 min 55 s     |
| 11e | Clément Berthet           | France      | Decathlon-AG2R La Mondiale | + 4 min 04 s     |
| 12e | Guillaume Martin-Guyonnet | France      | Groupama-FDJ               | + 4 min 07 s     |
| 13e | Santiago Buitrago         | Colombie    | Bahrain Victorious         | + 4 min 16 s     |
| 14e | Jordan Jegat              | France      | Team TotalEnergies         | + 4 min 23 s     |
| 15e | Isaac Del Toro            | Mexique     | UAE Team Emirates XRG      | + 4 min 55 s     |
| 16e | Luca Vergallito           | Italie      | Alpecin-Deceuninck         | + 5 min 03 s     |
| 17e | Wilco Kelderman           | Pays-Bas    | Team Visma \| Lease a Bike | + 5 min 51 s     |
| 18e | Steff Cras                | Belgique    | Team TotalEnergies         | + 6 min 55 s     |
| 19e | Iván Cobo                 | Espagne     | Equipo Kern Pharma         | + 8 min 21 s     |
| 20e | Axel Laurance             | France      | Ineos Grenadiers           | + 8 min 21 s     |
| 21e | Harold Tejada             | Colombie    | XDS Astana Team            | + 8 min 34 s     |
| 22e | Brieuc Rolland            | France      | Groupama-FDJ               | + 8 min 43 s     |
| 23e | Unai Iribar               | Espagne     | Equipo Kern Pharma         | + 9 min 16 s     |
| 24e | Romain Grégoire           | France      | Groupama-FDJ               | + 9 min 32 s     |
| 25e | Léo Bisiaux               | France      | Decathlon-AG2R La Mondiale | + 9 min 33 s     |

| Classement par points | Classement par points | Classement par points | Classement par points   | Classement par points |
| Coureur               | Coureur               | Pays                  | Équipe                  | Points                |
| --------------------- | --------------------- | --------------------- | ----------------------- | --------------------- |
| 1er                   | João Almeida          | Portugal              | UAE Team Emirates XRG   | 84 pts                |
| 2e                    | Alex Aranburu         | Espagne               | Cofidis                 | 67 pts                |
| 3e                    | Ben Healy             | Irlande               | EF Education-EasyPost   | 66 pts                |
| 4e                    | Maximilian Schachmann | Allemagne             | Soudal Quick-Step       | 61 pts                |
| 5e                    | Isaac Del Toro        | Mexique               | UAE Team Emirates XRG   | 45 pts                |
| 6e                    | Simone Velasco        | Italie                | XDS Astana Team         | 39 pts                |
| 7e                    | Enric Mas             | Espagne               | Movistar Team           | 35 pts                |
| 8e                    | Florian Lipowitz      | Allemagne             | Red Bull-Bora-Hansgrohe | 32 pts                |
| 9e                    | Romain Grégoire       | France                | Groupama-FDJ            | 32 pts                |
| 10e                   | Jordan Jegat          | France                | Team TotalEnergies      | 31 pts                |

| Classement par points | Classement par points | Classement par points | Classement par points   | Classement par points |
| Coureur               | Coureur               | Pays                  | Équipe                  | Points                |
| --------------------- | --------------------- | --------------------- | ----------------------- | --------------------- |
| 1er                   | João Almeida          | Portugal              | UAE Team Emirates XRG   | 84 pts                |
| 2e                    | Alex Aranburu         | Espagne               | Cofidis                 | 67 pts                |
| 3e                    | Ben Healy             | Irlande               | EF Education-EasyPost   | 66 pts                |
| 4e                    | Maximilian Schachmann | Allemagne             | Soudal Quick-Step       | 61 pts                |
| 5e                    | Isaac Del Toro        | Mexique               | UAE Team Emirates XRG   | 45 pts                |
| 6e                    | Simone Velasco        | Italie                | XDS Astana Team         | 39 pts                |
| 7e                    | Enric Mas             | Espagne               | Movistar Team           | 35 pts                |
| 8e                    | Florian Lipowitz      | Allemagne             | Red Bull-Bora-Hansgrohe | 32 pts                |
| 9e                    | Romain Grégoire       | France                | Groupama-FDJ            | 32 pts                |
| 10e                   | Jordan Jegat          | France                | Team TotalEnergies      | 31 pts                |

| Classement de la montagne | Classement de la montagne | Classement de la montagne | Classement de la montagne  | Classement de la montagne |
| Coureur                   | Coureur                   | Pays                      | Équipe                     | Points                    |
| ------------------------- | ------------------------- | ------------------------- | -------------------------- | ------------------------- |
| 1er                       | Bruno Armirail            | France                    | Decathlon-AG2R La Mondiale | 57 pts                    |
| 2e                        | Ben Healy                 | Irlande                   | EF Education-EasyPost      | 25 pts                    |
| 3e                        | Marc Soler                | Espagne                   | UAE Team Emirates XRG      | 23 pts                    |
| 4e                        | Enric Mas                 | Espagne                   | Movistar Team              | 20 pts                    |
| 5e                        | João Almeida              | Portugal                  | UAE Team Emirates XRG      | 18 pts                    |
| 6e                        | Sergio Samitier           | Espagne                   | Cofidis                    | 11 pts                    |
| 7e                        | Jordan Jegat              | France                    | Team TotalEnergies         | 10 pts                    |
| 8e                        | Daniel Martínez           | Colombie                  | Red Bull-Bora-Hansgrohe    | 9 pts                     |
| 9e                        | Juan Guillermo Martínez   | Colombie                  | Team Picnic-PostNL         | 8 pts                     |
| 10e                       | Brandon McNulty           | États-Unis                | UAE Team Emirates XRG      | 6 pts                     |

| Classement de la montagne | Classement de la montagne | Classement de la montagne | Classement de la montagne  | Classement de la montagne |
| Coureur                   | Coureur                   | Pays                      | Équipe                     | Points                    |
| ------------------------- | ------------------------- | ------------------------- | -------------------------- | ------------------------- |
| 1er                       | Bruno Armirail            | France                    | Decathlon-AG2R La Mondiale | 57 pts                    |
| 2e                        | Ben Healy                 | Irlande                   | EF Education-EasyPost      | 25 pts                    |
| 3e                        | Marc Soler                | Espagne                   | UAE Team Emirates XRG      | 23 pts                    |
| 4e                        | Enric Mas                 | Espagne                   | Movistar Team              | 20 pts                    |
| 5e                        | João Almeida              | Portugal                  | UAE Team Emirates XRG      | 18 pts                    |
| 6e                        | Sergio Samitier           | Espagne                   | Cofidis                    | 11 pts                    |
| 7e                        | Jordan Jegat              | France                    | Team TotalEnergies         | 10 pts                    |
| 8e                        | Daniel Martínez           | Colombie                  | Red Bull-Bora-Hansgrohe    | 9 pts                     |
| 9e                        | Juan Guillermo Martínez   | Colombie                  | Team Picnic-PostNL         | 8 pts                     |
| 10e                       | Brandon McNulty           | États-Unis                | UAE Team Emirates XRG      | 6 pts                     |

| Classement du meilleur jeune | Classement du meilleur jeune | Classement du meilleur jeune | Classement du meilleur jeune | Classement du meilleur jeune |
| Coureur                      | Coureur                      | Pays                         | Équipe                       | Temps                        |
| ---------------------------- | ---------------------------- | ---------------------------- | ---------------------------- | ---------------------------- |
| 1er                          | Isaac Del Toro               | Mexique                      | UAE Team Emirates XRG        | 20 h 09 min 44 s             |
| 2e                           | Brieuc Rolland               | France                       | Groupama-FDJ                 | + 3 min 48 s                 |
| 3e                           | Romain Grégoire              | France                       | Groupama-FDJ                 | + 4 min 37 s                 |
| 4e                           | Léo Bisiaux                  | France                       | Decathlon-AG2R La Mondiale   | + 4 min 38 s                 |
| 5e                           | Hugo de la Calle             | Espagne                      | Burgos-Burpellet-BH          | + 19 min 25 s                |
| 6e                           | Max van der Meulen           | Pays-Bas                     | Bahrain Victorious           | + 27 min 22 s                |
| 7e                           | Alexander Hajek              | Autriche                     | Red Bull-Bora-Hansgrohe      | + 35 min 58 s                |
| 8e                           | Juan Guillermo Martínez      | Colombie                     | Team Picnic-PostNL           | + 36 min 00 s                |
| 9e                           | Thibaud Gruel                | France                       | Groupama-FDJ                 | + 37 min 01 s                |
| 10e                          | Matthew Dinham               | Australie                    | Team Picnic-PostNL           | + 44 min 48 s                |

| Classement du meilleur jeune | Classement du meilleur jeune | Classement du meilleur jeune | Classement du meilleur jeune | Classement du meilleur jeune |
| Coureur                      | Coureur                      | Pays                         | Équipe                       | Temps                        |
| ---------------------------- | ---------------------------- | ---------------------------- | ---------------------------- | ---------------------------- |
| 1er                          | Isaac Del Toro               | Mexique                      | UAE Team Emirates XRG        | 20 h 09 min 44 s             |
| 2e                           | Brieuc Rolland               | France                       | Groupama-FDJ                 | + 3 min 48 s                 |
| 3e                           | Romain Grégoire              | France                       | Groupama-FDJ                 | + 4 min 37 s                 |
| 4e                           | Léo Bisiaux                  | France                       | Decathlon-AG2R La Mondiale   | + 4 min 38 s                 |
| 5e                           | Hugo de la Calle             | Espagne                      | Burgos-Burpellet-BH          | + 19 min 25 s                |
| 6e                           | Max van der Meulen           | Pays-Bas                     | Bahrain Victorious           | + 27 min 22 s                |
| 7e                           | Alexander Hajek              | Autriche                     | Red Bull-Bora-Hansgrohe      | + 35 min 58 s                |
| 8e                           | Juan Guillermo Martínez      | Colombie                     | Team Picnic-PostNL           | + 36 min 00 s                |
| 9e                           | Thibaud Gruel                | France                       | Groupama-FDJ                 | + 37 min 01 s                |
| 10e                          | Matthew Dinham               | Australie                    | Team Picnic-PostNL           | + 44 min 48 s                |

| Classement par équipes | Classement par équipes          | Classement par équipes | Classement par équipes |
| Équipe                 | Équipe                          | Pays                   | Temps                  |
| ---------------------- | ------------------------------- | ---------------------- | ---------------------- |
| 1re                    | Soudal Quick-Step               | Belgique               | 60 h 27 min 39 s       |
| 2e                     | XDS Astana Team                 | Kazakhstan             | + 3 min 04 s           |
| 3e                     | Groupama-FDJ                    | France                 | + 7 min 46 s           |
| 4e                     | UAE Team Emirates XRG           | Émirats arabes unis    | + 8 min 26 s           |
| 5e                     | Lidl-Trek                       | États-Unis             | + 19 min 31 s          |
| 6e                     | Team TotalEnergies              | France                 | + 26 min 05 s          |
| 7e                     | Red Bull-BORA-hansgrohe         | Allemagne              | + 27 min 06 s          |
| 8e                     | Decathlon AG2R La Mondiale Team | France                 | + 27 min 20 s          |
| 9e                     | Burgos-Burpellet-BH             | Espagne                | + 30 min 45 s          |
| 10e                    | Equipo Kern Pharma              | Espagne                | + 33 min 29 s          |

| Classement par équipes | Classement par équipes          | Classement par équipes | Classement par équipes |
| Équipe                 | Équipe                          | Pays                   | Temps                  |
| ---------------------- | ------------------------------- | ---------------------- | ---------------------- |
| 1re                    | Soudal Quick-Step               | Belgique               | 60 h 27 min 39 s       |
| 2e                     | XDS Astana Team                 | Kazakhstan             | + 3 min 04 s           |
| 3e                     | Groupama-FDJ                    | France                 | + 7 min 46 s           |
| 4e                     | UAE Team Emirates XRG           | Émirats arabes unis    | + 8 min 26 s           |
| 5e                     | Lidl-Trek                       | États-Unis             | + 19 min 31 s          |
| 6e                     | Team TotalEnergies              | France                 | + 26 min 05 s          |
| 7e                     | Red Bull-BORA-hansgrohe         | Allemagne              | + 27 min 06 s          |
| 8e                     | Decathlon AG2R La Mondiale Team | France                 | + 27 min 20 s          |
| 9e                     | Burgos-Burpellet-BH             | Espagne                | + 30 min 45 s          |
| 10e                    | Equipo Kern Pharma              | Espagne                | + 33 min 29 s          |

## Évolution des classements
| Étape              | Vainqueur             | Classement général    | Classement par points | Classement de la montagne | Classement du meilleur jeune | Classement par équipes |
| ------------------ | --------------------- | --------------------- | --------------------- | ------------------------- | ---------------------------- | ---------------------- |
| 1                  | Maximilian Schachmann | Maximilian Schachmann | Maximilian Schachmann | Maximilian Schachmann     | Michael Leonard              | Soudal Quick-Step      |
| 2                  | Caleb Ewan            | Maximilian Schachmann | Maximilian Schachmann | Diego Uriarte             | Michael Leonard              | Soudal Quick-Step      |
| 3                  | Alex Aranburu         | Maximilian Schachmann | Maximilian Schachmann | Bruno Armirail            | Romain Grégoire              | Soudal Quick-Step      |
| 4                  | João Almeida          | João Almeida          | João Almeida          | Marc Soler                | Brieuc Rolland               | XDS Astana             |
| 5                  | Ben Healy             | João Almeida          | João Almeida          | Bruno Armirail            | Brieuc Rolland               | XDS Astana             |
| 6                  | João Almeida          | João Almeida          | João Almeida          | Bruno Armirail            | Isaac Del Toro               | Soudal Quick-Step      |
| Classements finals | Classements finals    | João Almeida          | João Almeida          | Bruno Armirail            | Isaac Del Toro               | Soudal Quick-Step      |

## Liste des participants
| Légende                             | Légende                                                                                                  | Légende                                | Légende                                                                                         |
| ----------------------------------- | --- | -------------------------------------- | ----------------------------------------------------------------------------------------------- |
| Num                                 | Dossard de départ porté par le coureur sur ce Tour du Pays basque                                        | Pos                                    | Position finale au classement général                                                           |
| Leader du classement général        | Indique le vainqueur du classement général                                                               | Leader du classement par points        | Indique le vainqueur du classement par points                                                   |
| Leader du classement de la montagne | Indique le vainqueur du classement de la montagne                                                        | Leader du classement du meilleur jeune | Indique le vainqueur du classement du meilleur jeune                                            |
|                                     | Indique un maillot de champion national ou mondial, suivi de sa spécialité                               | #                                      | Indique la meilleure équipe                                                                     |
| NP                                  | Indique un coureur qui n'a pas pris le départ d'une étape, suivi du numéro de l'étape où il s'est retiré | AB                                     | Indique un coureur qui n'a pas terminé une étape, suivi du numéro de l'étape où il s'est retiré |
| HD                                  | Indique un coureur qui a terminé une étape hors des délais, suivi du numéro de l'étape                   | *                                      | Indique un coureur en lice pour le classement du meilleur jeune (coureurs nés après le )        |

| UAE Team Emirates XRG UAD                              | UAE Team Emirates XRG UAD          | UAE Team Emirates XRG UAD |
| ------------------------------------------------------ | ---------------------------------- | ------------------------- |
| Num                                                    | Coureur                            | Pos                       |
| 1                                                      | João Almeida (POR)                 | 1er                       |
| 2                                                      | Igor Arrieta (ESP)                 | AB-6                      |
| 3                                                      | Vegard Stake Laengen (NOR)         | AB-6                      |
| 4                                                      | Isaac Del Toro (MEX)               | 15e                       |
| 5                                                      | Felix Großschartner (AUT) (chrono) | 51e                       |
| 6                                                      | Brandon McNulty (USA) (chrono)     | 52e                       |
| 7                                                      | Marc Soler (ESP)                   | 50e                       |
| Directeur sportif : Andrej Hauptman, Simone Pedrazzini |                                    |                           |

| Ineos Grenadiers IGD                               | Ineos Grenadiers IGD     | Ineos Grenadiers IGD |
| -------------------------------------------------- | ------------------------ | -------------------- |
| Num                                                | Coureur                  | Pos                  |
| 11                                                 | Omar Fraile (ESP)        | 76e                  |
| 12                                                 | Kim Heiduk (GER)         | NP-5                 |
| 13                                                 | Victor Langellotti (MON) | AB-6                 |
| 14                                                 | Axel Laurance (FRA)      | 20e                  |
| 15                                                 | Michael Leonard (CAN)    | 90e                  |
| 16                                                 | Salvatore Puccio (ITA)   | AB-6                 |
| 17                                                 | Caleb Ewan (AUS)         | NP-3                 |
| Directeur sportif : Christian Knees, Xabier Zandio |                          |                      |

| Lidl-Trek LTK                                    | Lidl-Trek LTK           | Lidl-Trek LTK |
| ------------------------------------------------ | ----------------------- | ------------- |
| Num                                              | Coureur                 | Pos           |
| 21                                               | Andrea Bagioli (ITA)    | 36e           |
| 22                                               | Otto Vergaerde (BEL)    | AB-6          |
| 23                                               | Patrick Konrad (AUT)    | 42e           |
| 24                                               | Bauke Mollema (NED)     | AB-6          |
| 25                                               | Thibau Nys (BEL)        | 37e           |
| 26                                               | Quinn Simmons (USA)     | AB-6          |
| 27                                               | Mattias Skjelmose (DEN) | 5e            |
| Directeur sportif : Kim Andersen, Maxime Monfort |                         |               |

| Bahrain Victorious TBV                              | Bahrain Victorious TBV   | Bahrain Victorious TBV |
| --------------------------------------------------- | ------------------------ | ---------------------- |
| Num                                                 | Coureur                  | Pos                    |
| 31                                                  | Pello Bilbao (ESP)       | 83e                    |
| 32                                                  | Santiago Buitrago (COL)  | 13e                    |
| 33                                                  | Jack Haig (AUS)          | 34e                    |
| 34                                                  | Robert Stannard (AUS)    | AB-6                   |
| 35                                                  | Mathijs Paasschens (NED) | 105e                   |
| 36                                                  | Finlay Pickering (GBR)   | AB-6                   |
| 37                                                  | Max van der Meulen (NED) | 53e                    |
| Directeur sportif : Neil Stephens, Xavier Florencio |                          |                        |

| Arkéa-B&B Hotels ARK                              | Arkéa-B&B Hotels ARK     | Arkéa-B&B Hotels ARK |
| ------------------------------------------------- | ------------------------ | -------------------- |
| Num                                               | Coureur                  | Pos                  |
| 41                                                | Alessandro Verre (ITA)   | 77e                  |
| 42                                                | Anthony Delaplace (FRA)  | 67e                  |
| 43                                                | Élie Gesbert (FRA)       | AB-6                 |
| 44                                                | Mathis Le Berre (FRA)    | 43e                  |
| 45                                                | Thibault Guernalec (FRA) | AB-6                 |
| 46                                                | Martin Tjøtta (NOR)      | AB-6                 |
| 47                                                | Simon Guglielmi (FRA)    | 79e                  |
| Directeur sportif : Yvon Ledanois, Laurent Pichon |                          |                      |

| Cofidis COF                                               | Cofidis COF                 | Cofidis COF |
| --------------------------------------------------------- | --------------------------- | ----------- |
| Num                                                       | Coureur                     | Pos         |
| 51                                                        | Alex Aranburu (ESP) (route) | 7e          |
| 52                                                        | Ion Izagirre (ESP)          | 66e         |
| 53                                                        | Jonathan Lastra (ESP)       | 91e         |
| 54                                                        | Jan Maas (NED)              | 108e        |
| 55                                                        | Stefano Oldani (ITA)        | AB-6        |
| 56                                                        | Anthony Perez (FRA)         | 98e         |
| 57                                                        | Sergio Samitier (ESP)       | 93e         |
| Directeur sportif : Bingen Fernández, Gorka Gerrikagoitia |                             |             |

| Decathlon-AG2R La Mondiale DAT                      | Decathlon-AG2R La Mondiale DAT | Decathlon-AG2R La Mondiale DAT |
| --------------------------------------------------- | ------------------------------ | ------------------------------ |
| Num                                                 | Coureur                        | Pos                            |
| 61                                                  | Bruno Armirail (FRA) (chrono)  | 60e                            |
| 62                                                  | Clément Berthet (FRA)          | 11e                            |
| 63                                                  | Léo Bisiaux (FRA)              | 25e                            |
| 64                                                  | Victor Lafay (FRA)             | AB-3                           |
| 65                                                  | Jordan Labrosse (FRA)          | AB-3                           |
| 66                                                  | Callum Scotson (AUS)           | 58e                            |
| 67                                                  | Bastien Tronchon (FRA)         | 45e                            |
| Directeur sportif : José Luis Arrieta, Cyril Dessel |                                |                                |

| Red Bull-Bora-Hansgrohe RBH                      | Red Bull-Bora-Hansgrohe RBH      | Red Bull-Bora-Hansgrohe RBH |
| ------------------------------------------------ | -------------------------------- | --------------------------- |
| Num                                              | Coureur                          | Pos                         |
| 71                                               | Florian Lipowitz (GER)           | 4e                          |
| 72                                               | Daniel Martínez (COL)            | 88e                         |
| 73                                               | Roger Adrià (ESP)                | 103e                        |
| 74                                               | Alexander Hajek (AUT) (route)    | 70e                         |
| 75                                               | Finn Fisher-Black (NZL) (chrono) | 40e                         |
| 76                                               | Aleksandr Vlasov (RUS)           | 47e                         |
| 77                                               | Maxim Van Gils (BEL)             | 55e                         |
| Directeur sportif : Patxi Vila, Enrico Poitschke |                                  |                             |

| Movistar Team MOV                                            | Movistar Team MOV       | Movistar Team MOV |
| ------------------------------------------------------------ | ----------------------- | ----------------- |
| Num                                                          | Coureur                 | Pos               |
| 81                                                           | Enric Mas (ESP)         | 2e                |
| 82                                                           | Jon Barrenetxea (ESP)   | 94e               |
| 83                                                           | Pablo Castrillo (ESP)   | AB-6              |
| 84                                                           | Jorge Arcas (ESP)       | 95e               |
| 85                                                           | Gregor Mühlberger (AUT) | AB-6              |
| 86                                                           | Nélson Oliveira (POR)   | 33e               |
| 87                                                           | Michel Hessmann (GER)   | 99e               |
| Directeur sportif : José Vicente García Acosta, Iván Velasco |                         |                   |

| EF Education-EasyPost EFE                           | EF Education-EasyPost EFE | EF Education-EasyPost EFE |
| --------------------------------------------------- | ------------------------- | ------------------------- |
| Num                                                 | Coureur                   | Pos                       |
| 91                                                  | Ben Healy (IRL)           | 30e                       |
| 92                                                  | Archie Ryan (IRL)         | 68e                       |
| 93                                                  | Samuele Battistella (ITA) | AB-6                      |
| 94                                                  | Alex Baudin (FRA)         | AB-6                      |
| 95                                                  | Jardi van der Lee (NED)   | 112e                      |
| 96                                                  | Markel Beloki (ESP)       | AB-4                      |
| 97                                                  | Hugh Carthy (GBR)         | AB-6                      |
| Directeur sportif : Juan Manuel Gárate, Tom Southam |                           |                           |

| Team TotalEnergies TEN | Team TotalEnergies TEN   | Team TotalEnergies TEN |
| ---------------------- | ------------------------ | ---------------------- |
| Num                    | Coureur                  | Pos                    |
| 101                    | Mathieu Burgaudeau (FRA) | NP-4                   |
| 102                    | Steff Cras (BEL)         | 18e                    |
| 103                    | Joris Delbove (FRA)      | 84e                    |
| 104                    | Fabien Doubey (FRA)      | 44e                    |
| 105                    | Fabien Grellier (FRA)    | 110e                   |
| 106                    | Jordan Jegat (FRA)       | 14e                    |
| 107                    | Mattéo Vercher (FRA)     | 87e                    |

| Team Picnic-PostNL TPP | Team Picnic-PostNL TPP        | Team Picnic-PostNL TPP |
| ---------------------- | ----------------------------- | ---------------------- |
| Num                    | Coureur                       | Pos                    |
| 111                    | Warren Barguil (FRA)          | 28e                    |
| 112                    | Romain Combaud (FRA)          | 97e                    |
| 113                    | Bjoern Koerdt (GBR)           | 89e                    |
| 114                    | Gijs Leemreize (NED)          | 54e                    |
| 115                    | Juan Guillermo Martínez (COL) | 71e                    |
| 116                    | Oscar Onley (GBR)             | 9e                     |
| 117                    | Robbe Dhondt (BEL)            | NP-4                   |

| Groupama-FDJ GFC | Groupama-FDJ GFC                | Groupama-FDJ GFC |
| ---------------- | ------------------------------- | ---------------- |
| Num              | Coureur                         | Pos              |
| 121              | Clément Braz Afonso (FRA)       | 39e              |
| 122              | Romain Grégoire (FRA)           | 24e              |
| 123              | Thibaud Gruel (FRA)             | 73e              |
| 124              | Guillaume Martin-Guyonnet (FRA) | 12e              |
| 125              | Rudy Molard (FRA)               | 86e              |
| 126              | Brieuc Rolland (FRA)            | 22e              |
| 127              | Clément Davy (FRA)              | AB-6             |

| Euskaltel-Euskadi EUS | Euskaltel-Euskadi EUS | Euskaltel-Euskadi EUS |
| --------------------- | --------------------- | --------------------- |
| Num                   | Coureur               | Pos                   |
| 131                   | Jon Aberasturi (ESP)  | AB-6                  |
| 132                   | Mikel Bizkarra (ESP)  | 48e                   |
| 133                   | Gotzon Martín (ESP)   | 38e                   |
| 134                   | Xabier Isasa (ESP)    | 111e                  |
| 135                   | Txomin Juaristi (ESP) | 74e                   |
| 136                   | Iker Mintegi (ESP)    | 104e                  |
| 137                   | Ander Ganzabal (ESP)  | 102e                  |

| Soudal Quick-Step SOQ | Soudal Quick-Step SOQ       | Soudal Quick-Step SOQ |
| --------------------- | --------------------------- | --------------------- |
| Num                   | Coureur                     | Pos                   |
| 141                   | Gianmarco Garofoli (ITA)    | 31e                   |
| 142                   | Ethan Hayter (GBR) (route)  | 100e                  |
| 143                   | James Knox (GBR)            | 69e                   |
| 144                   | Maximilian Schachmann (GER) | 3e                    |
| 145                   | Ilan Van Wilder (BEL)       | 6e                    |
| 146                   | Mauri Vansevenant (BEL)     | AB-6                  |
| 147                   | Louis Vervaeke (BEL)        | AB-6                  |

| Alpecin-Deceuninck ADC | Alpecin-Deceuninck ADC      | Alpecin-Deceuninck ADC |
| ---------------------- | --------------------------- | ---------------------- |
| Num                    | Coureur                     | Pos                    |
| 151                    | Fabio Van den Bossche (BEL) | 92e                    |
| 152                    | Ramses Debruyne (BEL)       | 80e                    |
| 153                    | Juri Hollmann (GER)         | 81e                    |
| 154                    | Jimmy Janssens (BEL)        | 78e                    |
| 155                    | Luca Vergallito (ITA)       | 16e                    |
| 156                    | Tobias Bayer (AUT)          | AB-6                   |
| 157                    | Emiel Verstrynge (BEL)      | 56e                    |

| Equipo Kern Pharma EKP | Equipo Kern Pharma EKP  | Equipo Kern Pharma EKP |
| ---------------------- | ----------------------- | ---------------------- |
| Num                    | Coureur                 | Pos                    |
| 161                    | Ibon Ruiz (ESP)         | 101e                   |
| 162                    | Pau Miquel (ESP)        | 63e                    |
| 163                    | Iván Cobo (ESP)         | 19e                    |
| 164                    | Haimar Etxeberria (ESP) | 96e                    |
| 165                    | Iñigo Elosegui (ESP)    | 109e                   |
| 166                    | Unai Iribar (ESP)       | 23e                    |
| 167                    | Diego Uriarte (ESP)     | 107e                   |

| Team Jayco AlUla JAY | Team Jayco AlUla JAY          | Team Jayco AlUla JAY |
| -------------------- | ----------------------------- | -------------------- |
| Num                  | Coureur                       | Pos                  |
| 171                  | Davide De Pretto (ITA)        | AB-6                 |
| 172                  | Eddie Dunbar (IRL) (chrono)   | AB-6                 |
| 173                  | Anders Foldager (DEN)         | NP-4                 |
| 174                  | Alan Hatherly (RSA) (chrono)  | AB-6                 |
| 175                  | Asbjørn Hellemose (DEN)       | 72e                  |
| 176                  | Christopher Juul Jensen (DEN) | 82e                  |
| 177                  | Mauro Schmid (SUI) (route)    | AB-5                 |

| Burgos-Burpellet-BH BBH | Burgos-Burpellet-BH BBH              | Burgos-Burpellet-BH BBH |
| ----------------------- | ------------------------------------ | ----------------------- |
| Num                     | Coureur                              | Pos                     |
| 181                     | Ander Okamika (ESP)                  | 46e                     |
| 182                     | Jambaljamts Sainbayar (MGL) (chrono) | AB-6                    |
| 183                     | José Luis Faura (ESP)                | 65e                     |
| 184                     | Hugo de la Calle (ESP)               | 41e                     |
| 185                     | José Manuel Díaz (ESP)               | 26e                     |
| 186                     | Eric Fagúndez (URU) (chrono)         | 64e                     |
| 187                     | Sinuhé Fernández (ESP)               | 59e                     |

| Intermarché-Wanty IWA | Intermarché-Wanty IWA | Intermarché-Wanty IWA |
| --------------------- | --------------------- | --------------------- |
| Num                   | Coureur               | Pos                   |
| 191                   | Louis Barré (FRA)     | NP-6                  |
| 192                   | Kamiel Bonneu (BEL)   | 85e                   |
| 193                   | Alexander Kamp (DEN)  | NP-6                  |
| 194                   | Gerben Kuypers (BEL)  | 49e                   |
| 195                   | Tom Paquot (BEL)      | NP-6                  |
| 196                   | Lorenzo Rota (ITA)    | AB-6                  |
| 197                   | Luca Van Boven (BEL)  | NP-6                  |

| Team Visma \| Lease a Bike TVL | Team Visma \| Lease a Bike TVL | Team Visma \| Lease a Bike TVL |
| ------------------------------ | ------------------------------ | ------------------------------ |
| Num                            | Coureur                        | Pos                            |
| 201                            | Axel Zingle (FRA)              | AB-5                           |
| 202                            | Sepp Kuss (USA)                | AB-6                           |
| 203                            | Wilco Kelderman (NED)          | 17e                            |
| 204                            | Thomas Gloag (GBR)             | AB-6                           |
| 205                            | Ben Tulett (GBR)               | NP-5                           |
| 206                            | Attila Valter (HUN) (route)    | 27e                            |
| 207                            | Victor Campenaerts (BEL)       | NP-3                           |

| Caja Rural-Seguros RGA CJR | Caja Rural-Seguros RGA CJR | Caja Rural-Seguros RGA CJR |
| -------------------------- | -------------------------- | -------------------------- |
| Num                        | Coureur                    | Pos                        |
| 211                        | Fernando Barceló (ESP)     | AB-6                       |
| 212                        | Joan Bou (ESP)             | 57e                        |
| 213                        | Iúri Leitão (POR)          | AB-3                       |
| 214                        | Joel Nicolau (ESP)         | 35e                        |
| 215                        | Thomas Silva (URU)         | 32e                        |
| 216                        | Tyler Stites (USA)         | AB-4                       |
| 217                        | Julen Arriolabengoa (ESP)  | 61e                        |

| XDS Astana Team XAT | XDS Astana Team XAT           | XDS Astana Team XAT |
| ------------------- | ----------------------------- | ------------------- |
| Num                 | Coureur                       | Pos                 |
| 221                 | Clément Champoussin (FRA)     | 10e                 |
| 222                 | Anthon Charmig (DEN)          | AB-5                |
| 223                 | Florian Samuel Kajamini (ITA) | NP-2                |
| 224                 | Anton Kuzmin (KAZ)            | AB-6                |
| 225                 | Ide Schelling (NED)           | AB-6                |
| 226                 | Harold Tejada (COL)           | 21e                 |
| 227                 | Simone Velasco (ITA)          | 8e                  |

| Tudor Pro Cycling Team TUD | Tudor Pro Cycling Team TUD   | Tudor Pro Cycling Team TUD |
| -------------------------- | ---------------------------- | -------------------------- |
| Num                        | Coureur                      | Pos                        |
| 231                        | Marc Hirschi (SUI)           | 62e                        |
| 232                        | Jacob Eriksson (SWE) (route) | 106e                       |
| 233                        | Julian Alaphilippe (FRA)     | AB-6                       |
| 234                        | Yannis Voisard (SUI)         | 29e                        |
| 235                        | Fabian Weiss (SUI)           | NP-6                       |
| 236                        | Hannes Wilksch (GER)         | 75e                        |
| 237                        | Luc Wirtgen (LUX)            | AB-6                       |

| UAE Team Emirates XRG UAD                              | UAE Team Emirates XRG UAD          | UAE Team Emirates XRG UAD |
| ------------------------------------------------------ | ---------------------------------- | ------------------------- |
| Num                                                    | Coureur                            | Pos                       |
| 1                                                      | João Almeida (POR)                 | 1er                       |
| 2                                                      | Igor Arrieta (ESP)                 | AB-6                      |
| 3                                                      | Vegard Stake Laengen (NOR)         | AB-6                      |
| 4                                                      | Isaac Del Toro (MEX)               | 15e                       |
| 5                                                      | Felix Großschartner (AUT) (chrono) | 51e                       |
| 6                                                      | Brandon McNulty (USA) (chrono)     | 52e                       |
| 7                                                      | Marc Soler (ESP)                   | 50e                       |
| Directeur sportif : Andrej Hauptman, Simone Pedrazzini |                                    |                           |

| Ineos Grenadiers IGD                               | Ineos Grenadiers IGD     | Ineos Grenadiers IGD |
| -------------------------------------------------- | ------------------------ | -------------------- |
| Num                                                | Coureur                  | Pos                  |
| 11                                                 | Omar Fraile (ESP)        | 76e                  |
| 12                                                 | Kim Heiduk (GER)         | NP-5                 |
| 13                                                 | Victor Langellotti (MON) | AB-6                 |
| 14                                                 | Axel Laurance (FRA)      | 20e                  |
| 15                                                 | Michael Leonard (CAN)    | 90e                  |
| 16                                                 | Salvatore Puccio (ITA)   | AB-6                 |
| 17                                                 | Caleb Ewan (AUS)         | NP-3                 |
| Directeur sportif : Christian Knees, Xabier Zandio |                          |                      |

| Lidl-Trek LTK                                    | Lidl-Trek LTK           | Lidl-Trek LTK |
| ------------------------------------------------ | ----------------------- | ------------- |
| Num                                              | Coureur                 | Pos           |
| 21                                               | Andrea Bagioli (ITA)    | 36e           |
| 22                                               | Otto Vergaerde (BEL)    | AB-6          |
| 23                                               | Patrick Konrad (AUT)    | 42e           |
| 24                                               | Bauke Mollema (NED)     | AB-6          |
| 25                                               | Thibau Nys (BEL)        | 37e           |
| 26                                               | Quinn Simmons (USA)     | AB-6          |
| 27                                               | Mattias Skjelmose (DEN) | 5e            |
| Directeur sportif : Kim Andersen, Maxime Monfort |                         |               |

| Bahrain Victorious TBV                              | Bahrain Victorious TBV   | Bahrain Victorious TBV |
| --------------------------------------------------- | ------------------------ | ---------------------- |
| Num                                                 | Coureur                  | Pos                    |
| 31                                                  | Pello Bilbao (ESP)       | 83e                    |
| 32                                                  | Santiago Buitrago (COL)  | 13e                    |
| 33                                                  | Jack Haig (AUS)          | 34e                    |
| 34                                                  | Robert Stannard (AUS)    | AB-6                   |
| 35                                                  | Mathijs Paasschens (NED) | 105e                   |
| 36                                                  | Finlay Pickering (GBR)   | AB-6                   |
| 37                                                  | Max van der Meulen (NED) | 53e                    |
| Directeur sportif : Neil Stephens, Xavier Florencio |                          |                        |

| Arkéa-B&B Hotels ARK                              | Arkéa-B&B Hotels ARK     | Arkéa-B&B Hotels ARK |
| ------------------------------------------------- | ------------------------ | -------------------- |
| Num                                               | Coureur                  | Pos                  |
| 41                                                | Alessandro Verre (ITA)   | 77e                  |
| 42                                                | Anthony Delaplace (FRA)  | 67e                  |
| 43                                                | Élie Gesbert (FRA)       | AB-6                 |
| 44                                                | Mathis Le Berre (FRA)    | 43e                  |
| 45                                                | Thibault Guernalec (FRA) | AB-6                 |
| 46                                                | Martin Tjøtta (NOR)      | AB-6                 |
| 47                                                | Simon Guglielmi (FRA)    | 79e                  |
| Directeur sportif : Yvon Ledanois, Laurent Pichon |                          |                      |

| Cofidis COF                                               | Cofidis COF                 | Cofidis COF |
| --------------------------------------------------------- | --------------------------- | ----------- |
| Num                                                       | Coureur                     | Pos         |
| 51                                                        | Alex Aranburu (ESP) (route) | 7e          |
| 52                                                        | Ion Izagirre (ESP)          | 66e         |
| 53                                                        | Jonathan Lastra (ESP)       | 91e         |
| 54                                                        | Jan Maas (NED)              | 108e        |
| 55                                                        | Stefano Oldani (ITA)        | AB-6        |
| 56                                                        | Anthony Perez (FRA)         | 98e         |
| 57                                                        | Sergio Samitier (ESP)       | 93e         |
| Directeur sportif : Bingen Fernández, Gorka Gerrikagoitia |                             |             |

| Decathlon-AG2R La Mondiale DAT                      | Decathlon-AG2R La Mondiale DAT | Decathlon-AG2R La Mondiale DAT |
| --------------------------------------------------- | ------------------------------ | ------------------------------ |
| Num                                                 | Coureur                        | Pos                            |
| 61                                                  | Bruno Armirail (FRA) (chrono)  | 60e                            |
| 62                                                  | Clément Berthet (FRA)          | 11e                            |
| 63                                                  | Léo Bisiaux (FRA)              | 25e                            |
| 64                                                  | Victor Lafay (FRA)             | AB-3                           |
| 65                                                  | Jordan Labrosse (FRA)          | AB-3                           |
| 66                                                  | Callum Scotson (AUS)           | 58e                            |
| 67                                                  | Bastien Tronchon (FRA)         | 45e                            |
| Directeur sportif : José Luis Arrieta, Cyril Dessel |                                |                                |

| Red Bull-Bora-Hansgrohe RBH                      | Red Bull-Bora-Hansgrohe RBH      | Red Bull-Bora-Hansgrohe RBH |
| ------------------------------------------------ | -------------------------------- | --------------------------- |
| Num                                              | Coureur                          | Pos                         |
| 71                                               | Florian Lipowitz (GER)           | 4e                          |
| 72                                               | Daniel Martínez (COL)            | 88e                         |
| 73                                               | Roger Adrià (ESP)                | 103e                        |
| 74                                               | Alexander Hajek (AUT) (route)    | 70e                         |
| 75                                               | Finn Fisher-Black (NZL) (chrono) | 40e                         |
| 76                                               | Aleksandr Vlasov (RUS)           | 47e                         |
| 77                                               | Maxim Van Gils (BEL)             | 55e                         |
| Directeur sportif : Patxi Vila, Enrico Poitschke |                                  |                             |

| Movistar Team MOV                                            | Movistar Team MOV       | Movistar Team MOV |
| ------------------------------------------------------------ | ----------------------- | ----------------- |
| Num                                                          | Coureur                 | Pos               |
| 81                                                           | Enric Mas (ESP)         | 2e                |
| 82                                                           | Jon Barrenetxea (ESP)   | 94e               |
| 83                                                           | Pablo Castrillo (ESP)   | AB-6              |
| 84                                                           | Jorge Arcas (ESP)       | 95e               |
| 85                                                           | Gregor Mühlberger (AUT) | AB-6              |
| 86                                                           | Nélson Oliveira (POR)   | 33e               |
| 87                                                           | Michel Hessmann (GER)   | 99e               |
| Directeur sportif : José Vicente García Acosta, Iván Velasco |                         |                   |

| EF Education-EasyPost EFE                           | EF Education-EasyPost EFE | EF Education-EasyPost EFE |
| --------------------------------------------------- | ------------------------- | ------------------------- |
| Num                                                 | Coureur                   | Pos                       |
| 91                                                  | Ben Healy (IRL)           | 30e                       |
| 92                                                  | Archie Ryan (IRL)         | 68e                       |
| 93                                                  | Samuele Battistella (ITA) | AB-6                      |
| 94                                                  | Alex Baudin (FRA)         | AB-6                      |
| 95                                                  | Jardi van der Lee (NED)   | 112e                      |
| 96                                                  | Markel Beloki (ESP)       | AB-4                      |
| 97                                                  | Hugh Carthy (GBR)         | AB-6                      |
| Directeur sportif : Juan Manuel Gárate, Tom Southam |                           |                           |

| Team TotalEnergies TEN | Team TotalEnergies TEN   | Team TotalEnergies TEN |
| ---------------------- | ------------------------ | ---------------------- |
| Num                    | Coureur                  | Pos                    |
| 101                    | Mathieu Burgaudeau (FRA) | NP-4                   |
| 102                    | Steff Cras (BEL)         | 18e                    |
| 103                    | Joris Delbove (FRA)      | 84e                    |
| 104                    | Fabien Doubey (FRA)      | 44e                    |
| 105                    | Fabien Grellier (FRA)    | 110e                   |
| 106                    | Jordan Jegat (FRA)       | 14e                    |
| 107                    | Mattéo Vercher (FRA)     | 87e                    |

| Team Picnic-PostNL TPP | Team Picnic-PostNL TPP        | Team Picnic-PostNL TPP |
| ---------------------- | ----------------------------- | ---------------------- |
| Num                    | Coureur                       | Pos                    |
| 111                    | Warren Barguil (FRA)          | 28e                    |
| 112                    | Romain Combaud (FRA)          | 97e                    |
| 113                    | Bjoern Koerdt (GBR)           | 89e                    |
| 114                    | Gijs Leemreize (NED)          | 54e                    |
| 115                    | Juan Guillermo Martínez (COL) | 71e                    |
| 116                    | Oscar Onley (GBR)             | 9e                     |
| 117                    | Robbe Dhondt (BEL)            | NP-4                   |

| Groupama-FDJ GFC | Groupama-FDJ GFC                | Groupama-FDJ GFC |
| ---------------- | ------------------------------- | ---------------- |
| Num              | Coureur                         | Pos              |
| 121              | Clément Braz Afonso (FRA)       | 39e              |
| 122              | Romain Grégoire (FRA)           | 24e              |
| 123              | Thibaud Gruel (FRA)             | 73e              |
| 124              | Guillaume Martin-Guyonnet (FRA) | 12e              |
| 125              | Rudy Molard (FRA)               | 86e              |
| 126              | Brieuc Rolland (FRA)            | 22e              |
| 127              | Clément Davy (FRA)              | AB-6             |

| Euskaltel-Euskadi EUS | Euskaltel-Euskadi EUS | Euskaltel-Euskadi EUS |
| --------------------- | --------------------- | --------------------- |
| Num                   | Coureur               | Pos                   |
| 131                   | Jon Aberasturi (ESP)  | AB-6                  |
| 132                   | Mikel Bizkarra (ESP)  | 48e                   |
| 133                   | Gotzon Martín (ESP)   | 38e                   |
| 134                   | Xabier Isasa (ESP)    | 111e                  |
| 135                   | Txomin Juaristi (ESP) | 74e                   |
| 136                   | Iker Mintegi (ESP)    | 104e                  |
| 137                   | Ander Ganzabal (ESP)  | 102e                  |

| Soudal Quick-Step SOQ | Soudal Quick-Step SOQ       | Soudal Quick-Step SOQ |
| --------------------- | --------------------------- | --------------------- |
| Num                   | Coureur                     | Pos                   |
| 141                   | Gianmarco Garofoli (ITA)    | 31e                   |
| 142                   | Ethan Hayter (GBR) (route)  | 100e                  |
| 143                   | James Knox (GBR)            | 69e                   |
| 144                   | Maximilian Schachmann (GER) | 3e                    |
| 145                   | Ilan Van Wilder (BEL)       | 6e                    |
| 146                   | Mauri Vansevenant (BEL)     | AB-6                  |
| 147                   | Louis Vervaeke (BEL)        | AB-6                  |

| Alpecin-Deceuninck ADC | Alpecin-Deceuninck ADC      | Alpecin-Deceuninck ADC |
| ---------------------- | --------------------------- | ---------------------- |
| Num                    | Coureur                     | Pos                    |
| 151                    | Fabio Van den Bossche (BEL) | 92e                    |
| 152                    | Ramses Debruyne (BEL)       | 80e                    |
| 153                    | Juri Hollmann (GER)         | 81e                    |
| 154                    | Jimmy Janssens (BEL)        | 78e                    |
| 155                    | Luca Vergallito (ITA)       | 16e                    |
| 156                    | Tobias Bayer (AUT)          | AB-6                   |
| 157                    | Emiel Verstrynge (BEL)      | 56e                    |

| Equipo Kern Pharma EKP | Equipo Kern Pharma EKP  | Equipo Kern Pharma EKP |
| ---------------------- | ----------------------- | ---------------------- |
| Num                    | Coureur                 | Pos                    |
| 161                    | Ibon Ruiz (ESP)         | 101e                   |
| 162                    | Pau Miquel (ESP)        | 63e                    |
| 163                    | Iván Cobo (ESP)         | 19e                    |
| 164                    | Haimar Etxeberria (ESP) | 96e                    |
| 165                    | Iñigo Elosegui (ESP)    | 109e                   |
| 166                    | Unai Iribar (ESP)       | 23e                    |
| 167                    | Diego Uriarte (ESP)     | 107e                   |

| Team Jayco AlUla JAY | Team Jayco AlUla JAY          | Team Jayco AlUla JAY |
| -------------------- | ----------------------------- | -------------------- |
| Num                  | Coureur                       | Pos                  |
| 171                  | Davide De Pretto (ITA)        | AB-6                 |
| 172                  | Eddie Dunbar (IRL) (chrono)   | AB-6                 |
| 173                  | Anders Foldager (DEN)         | NP-4                 |
| 174                  | Alan Hatherly (RSA) (chrono)  | AB-6                 |
| 175                  | Asbjørn Hellemose (DEN)       | 72e                  |
| 176                  | Christopher Juul Jensen (DEN) | 82e                  |
| 177                  | Mauro Schmid (SUI) (route)    | AB-5                 |

| Burgos-Burpellet-BH BBH | Burgos-Burpellet-BH BBH              | Burgos-Burpellet-BH BBH |
| ----------------------- | ------------------------------------ | ----------------------- |
| Num                     | Coureur                              | Pos                     |
| 181                     | Ander Okamika (ESP)                  | 46e                     |
| 182                     | Jambaljamts Sainbayar (MGL) (chrono) | AB-6                    |
| 183                     | José Luis Faura (ESP)                | 65e                     |
| 184                     | Hugo de la Calle (ESP)               | 41e                     |
| 185                     | José Manuel Díaz (ESP)               | 26e                     |
| 186                     | Eric Fagúndez (URU) (chrono)         | 64e                     |
| 187                     | Sinuhé Fernández (ESP)               | 59e                     |

| Intermarché-Wanty IWA | Intermarché-Wanty IWA | Intermarché-Wanty IWA |
| --------------------- | --------------------- | --------------------- |
| Num                   | Coureur               | Pos                   |
| 191                   | Louis Barré (FRA)     | NP-6                  |
| 192                   | Kamiel Bonneu (BEL)   | 85e                   |
| 193                   | Alexander Kamp (DEN)  | NP-6                  |
| 194                   | Gerben Kuypers (BEL)  | 49e                   |
| 195                   | Tom Paquot (BEL)      | NP-6                  |
| 196                   | Lorenzo Rota (ITA)    | AB-6                  |
| 197                   | Luca Van Boven (BEL)  | NP-6                  |

| Team Visma \| Lease a Bike TVL | Team Visma \| Lease a Bike TVL | Team Visma \| Lease a Bike TVL |
| ------------------------------ | ------------------------------ | ------------------------------ |
| Num                            | Coureur                        | Pos                            |
| 201                            | Axel Zingle (FRA)              | AB-5                           |
| 202                            | Sepp Kuss (USA)                | AB-6                           |
| 203                            | Wilco Kelderman (NED)          | 17e                            |
| 204                            | Thomas Gloag (GBR)             | AB-6                           |
| 205                            | Ben Tulett (GBR)               | NP-5                           |
| 206                            | Attila Valter (HUN) (route)    | 27e                            |
| 207                            | Victor Campenaerts (BEL)       | NP-3                           |

| Caja Rural-Seguros RGA CJR | Caja Rural-Seguros RGA CJR | Caja Rural-Seguros RGA CJR |
| -------------------------- | -------------------------- | -------------------------- |
| Num                        | Coureur                    | Pos                        |
| 211                        | Fernando Barceló (ESP)     | AB-6                       |
| 212                        | Joan Bou (ESP)             | 57e                        |
| 213                        | Iúri Leitão (POR)          | AB-3                       |
| 214                        | Joel Nicolau (ESP)         | 35e                        |
| 215                        | Thomas Silva (URU)         | 32e                        |
| 216                        | Tyler Stites (USA)         | AB-4                       |
| 217                        | Julen Arriolabengoa (ESP)  | 61e                        |

| XDS Astana Team XAT | XDS Astana Team XAT           | XDS Astana Team XAT |
| ------------------- | ----------------------------- | ------------------- |
| Num                 | Coureur                       | Pos                 |
| 221                 | Clément Champoussin (FRA)     | 10e                 |
| 222                 | Anthon Charmig (DEN)          | AB-5                |
| 223                 | Florian Samuel Kajamini (ITA) | NP-2                |
| 224                 | Anton Kuzmin (KAZ)            | AB-6                |
| 225                 | Ide Schelling (NED)           | AB-6                |
| 226                 | Harold Tejada (COL)           | 21e                 |
| 227                 | Simone Velasco (ITA)          | 8e                  |

| Tudor Pro Cycling Team TUD | Tudor Pro Cycling Team TUD   | Tudor Pro Cycling Team TUD |
| -------------------------- | ---------------------------- | -------------------------- |
| Num                        | Coureur                      | Pos                        |
| 231                        | Marc Hirschi (SUI)           | 62e                        |
| 232                        | Jacob Eriksson (SWE) (route) | 106e                       |
| 233                        | Julian Alaphilippe (FRA)     | AB-6                       |
| 234                        | Yannis Voisard (SUI)         | 29e                        |
| 235                        | Fabian Weiss (SUI)           | NP-6                       |
| 236                        | Hannes Wilksch (GER)         | 75e                        |
| 237                        | Luc Wirtgen (LUX)            | AB-6                       |